# The Monkees
The Monkees er en amerikansk rock- og popgruppe, der oprindeligt var aktive fra 1966-1971, og som siden har udgivet reunionalbums og turneret i de efterfølgende turnéer. Deres oprindelige sammensætning bestod af de amerikanske skuespillere og musikere Micky Dolenz, Michael Nesmith og Peter Tork med den engelske skuespiller og sanger Davy Jones. Gruppen blev skabt i 1965 på baggrund af tv-producerne Bob Rafelson og Bert Schneider til sitcom-serien The Monkees, der blev sendt fra 1966-1968. Bandets musik blev oprindeligt styret af musikproduceren Don Kirshner, og hjulpet af sangskriver-duoen Tommy Boyce og Bobby Hart. 
De fire skuespillere og musikere fik oprindeligt kun begrænsede roller i indspilningsstudiet i de første fem måneder af deres 5-års karriere som "The Monkees", som følge af den tid det krævede at filme tv-serien. Alle fire medlemmer bidrog som forsanger på forskellige numre. Deres selvbetitlede debutalbum var hovedsageligt produceret af Boyce og Hart, med deres studieband The Candy Store Prophets, der indspillede baggrundsvokaler. Ikke desto mindre komponerede og producerede Nesmith nogle af sangen allerede fra begyndelsen, og Tork bidrog med guitar hvor Nesmith producerede. På det efterfølgende album, More of the Monkees, havde Kirshner afskediget Boyce og Hart til fordel for hans egen gruppe af sangskrivere og producere, der også indspillede albummet sammen med The Wrecking Crew og andre sessionsmusikere med ganske lidt input fra bandmedlemmerne.
The Monkees, og særligt Nesmith, blev meget utilfredse med processen med indspilning af baggrundsvokal. Til sidst fyrede Screen Gems, produktionsselskabet bag tv-serien, Kirshner for udgivelse af en single uden autorisering, og The Monkees fik endelig rettigheder til at skrive og indspillede deres egen musik med produceren Chip Douglas, og de delte deres tid med at optræde i tv-serien og indspille musik til albums og singler. På deres tredje album, Headquarters, spillede bandet de fleste af instrumenterne, og blev kun hjulpet af Douglas og nogle få andre. Pisces, Aquarius, Capricorn & Jones Ltd. brugte sessionsmusikere i større grad. På The Birds, The Bees & The Monkees blev Douglas hel droppet, så Monkees selv producerede og indspillede. Efter dette album besluttede de, at de ikke ville indspille sammen længere, og medlemmerne igangsatte deres egen solokarriere.
Efter tv-serien blev stoppet, og deres film Head og tilhørende soundtrack floppede kommercielt i 1968 forlod Tork bandet. Trioen bestående af Dolenz, Jones og Nesmith fortsatte med at indspille endnu et par albums og turnérede indtil Nesmith forlod gruppen i 1971 for at fokusere på sine egne soloprojekter. Dolenz og Jones indspillede et sidste album bubblegum-albummet Changes, inden de gik hver til sit.
En genoplivning af interessen for tv-serien i 1986, hvilket ledte til en serie af reunion-turnéer og nye albums. Gruppen er blevet genforenet og har turneret adskillige gange siden dan med forskellige sammensætninger (men altid med Micky Dolenz og mindste ét af de andre oprindelige medlemmer) med varierende succes. Jones døde i Februar 2012 og Tork døde i februar 2019. Mellem disse to dødsfald blev albummet Good Times! udgivet, og det modtog gode anmeldelser. Dolenz og Nesmith er forblevet aktive medlemmer af gruppen. I maj 2021 annoncerede The Monkees deres afskedsturné i efteråret samme år med Dolenz og Nesmith.
Dolenz beskrev The Monkees som oprindeligt at være "en tv-serie om et fiktivt band... der gerne ville være The Beatles, men aldrig var lige så succesfulde". Ironisk ledte tv-seriens succes til at skuespillerne og musikerne blev et af de mest succesfulde bands i 1960'erne. The Monkees har solgt mere end 75 millioner albums på verdensplan hvilket gør dem til en af de bedst sælgende grupper nogensinde med internationale hits som "Last Train to Clarksville", "I'm a Believer", "Pleasant Valley Sunday" og "Daydream Believer", og fire albums, der toppede hitlisterne i USA. Aviser og tidsskrifter skrev at The Monkees solgte mere end The Beatles og the Rolling Stones tilsammen i 1967, men Nesmith skrev i sin selvbiografi Infinite Tuesday at det var en løgn han havde fortalt journalisten.

## Medlemmer
Nuværende medlemmer
- Micky Dolenz – forsanger og baggrundsvokal, rytmeguitar, trommer, percussion (1966–1971, 1976, 1986–1989, 1996–1997, 2001–2002, 2011–present)
- Michael Nesmith – leadguitar, keyboard, rytmeguitar, forsanger og baggrundsvokal (1966–1970, 1986, 1989, 1996–1997, 2012–2014, 2016, 2018–2021; død 2021)

Tidligere medlemmer
- Davy Jones – forsanger og baggrundsvokal, percussion, trommer, rytmeguitar, bas, keyboard (1966–1971, 1976, 1986–1989, 1996–1997, 2001–2002, 2011–2012; død 2012)
- Peter Tork – bas, rytmeguitar, keyboard, leadguitar, banjo, baggrundsvokal og nogle gange forsanger  (1966–1968, 1976, 1986–1989, 1996–1997, 2001, 2011–2018; død 2019)

## Diskografi
- The Monkees (1966)
- More of The Monkees (1967)
- Headquarters (1967)
- Pisces, Aquarius, Capricorn & Jones Ltd. (1967)
- The Birds, The Bees & the Monkees (1968)
- Head (1968)
- Instant Replay (1969)
- The Monkees Present (1969)
- Changes (1970)
- Pool It! (1987)
- Justus (1996)
- Good Times! (2016)
- Christmas Party (2018)